# رفيوت (المهرة)

تعديل مصدري - تعديل

رفيوت هي إحدى قرى مديرية المسيلة التابعة لمحافظة المهرة، بلغ تعداد سكانها 33 نسمة حسب تعداد اليمن لعام 2004.